# Crithagra rothschildi
El serín árabe (Crithagra rothschildi) es una especie de ave paseriforme de la familia Fringillidae nativa de Arabia Saudita y Yemen. 
Su hábitat natural son los bosques secos tropicales o subtropicales y matorrales secos subtropicales o tropicales.